# Blood & Gold
Blood & Gold è un film tedesco del 2023 diretto da Peter Thorwarth.

## Trama
Nella primavera del 1945, gli Alleati invadono la Germania nazista mentre si avvicina la fine della seconda guerra mondiale. Un soldato di nome Heinrich, nonché veterano decorato della Wehrmacht, viene catturato e impiccato da un gruppo di Waffen-SS guidato dal fanatico Obersturmbannführer von Starnfeld, dopo un tentativo di diserzione. Viene però salvato da Elsa, che lo porta nella sua fattoria che condivide con il fratello Paule. Nel villaggio vicino, le SS arrivano e iniziano a perquisire i resti di una casa distrutta, precedentemente occupata da una famiglia ebrea, alla ricerca di una grande quantità di oro nascosto.
Una squadra di soldati delle SS saccheggia il villaggio in cerca di provviste e si imbatte nella fattoria di Elsa. Mentre Heinrich si nasconde in soffitta, le SS abusano di Paule, che ha la sindrome di Down, e tentano di violentare Elsa. Vengono salvati da Heinrich che esce allo scoperto, uccide tutti i soldati tranne il sergente che riesce a fuggire. Heinrich, Elsa e Paule lasciano la fattoria e si nascondono nella foresta. Tuttavia, Paule, incapace di separarsi dalla sua mucca, torna durante la notte e la mattina seguente viene catturato dalle SS. Le SS portano Paule nella chiesa locale e lo maltrattano davanti agli abitanti del villaggio. Viene portato sulla guglia al campanile della chiesa mentre due soldati delle SS si preparano a impiccarlo. Tuttavia, Paule ne spinge uno giù dalla torre e spara all'altro. Paule prende un MP 40 da uno dei soldati morti e inizia a sparare sulle SS nella piazza. Heinrich ed Elsa arrivano nell'attimo in cui Paule viene ucciso da von Starnfeld. Ne segue poi uno scontro a fuoco e Elsa si arrende. Le SS non riescono a trovare l'oro e un prete locale rivela che lui e altri hanno rubato l'oro ai nazisti durante gli eventi della Notte dei cristalli e lo hanno nascosto nella chiesa. Heinrich intende usare l'oro per attirare le SS e liberare Elsa.
Elsa uccide von Starnfeld e si scatena una battaglia tra gli abitanti del villaggio e le SS rimaste. Tuttavia, la simpatizzante nazista Sonja tradisce gli abitanti del villaggio e ruba l'oro. Con le SS sconfitte, Heinrich ed Elsa lasciano il villaggio. Nel frattempo, Sonja tenta di fuggire con l'oro con un automobile delle Waffen-SS ma viene uccisa, dopo che uno M4 Sherman spara contro la vettura. I soldati americani scoprono l'oro, pur considerando in un primo momento la possibilità di denunciare la scoperta, il loro sergente dice loro di non farlo, in modo che il gruppo possa invece dividerlo tra di loro. Più tardi, Heinrich ed Elsa vengono visti arrivare nella città di Hagen, dove Heinrich si riunisce emotivamente alla figlia.

## Distribuzione
Il film è stato presentato per la prima volta al Fantasy Filmfest il 21 aprile 2023, mentre è stato distribuito in tutto il mondo sulla piattaforma Netflix dal 26 maggio 2023.